# Wojsił
Wojsił (bułg. Войсил) – wieś w południowej Bułgarii, w obwodzie Płowdiw, w gminie Marica.